# Menachem Begin
Menachem Beginⓘ (tiếng Hebrew: מְנַחֵם בְּגִין, tiếng Ba Lan: Mieczysław Biegun, tiếng Nga: Менахем Вольфович Бегин, 16 tháng 8 năm 1913 - 09 tháng 3 năm 1992) là một chính trị gia, người sáng lập của Likud và Thủ tướng thứ sáu của Nhà nước Israel. Trước khi độc lập, ông là người lãnh đạo của nhóm chiến binh chủ nghĩa phục quốc Do Thái Irgun, nhóm ly khai xét lại lớn hơn của người Do Thái tổ chức bán quân sự Haganah. Ông tuyên bố một cuộc nổi dậy, ngày 1 tháng 2 năm 1944, chống lại chính quyền bảo hộ Anh, bị phản đối bởi Cơ quan Do Thái. Là người đứng đầu của Irgun, ông đã nhắm mục tiêu người Anh ở Palestine. Bắt đầu phát triển một mối thù sâu xa của Anh, một số yêu cầu bồi thường lại nổi lên thập kỷ sau, khi ông cung cấp vũ khí bất hợp pháp cho Argentina trong cuộc chiến tranh Falklands. 
Bắt đầu được bầu vào Knesset đầu tiên, là người đứng đầu Herut, đảng do ông thành lập, và đầu tiên ở rìa chính trị, thể hiện sự đối lập với chính phủ do Mapai lãnh đạo và thành lập Israel. Ông vẫn ở phe đối lập trong 8 cuộc bầu cử liên tiếp (ngoại trừ cho một chính phủ đoàn kết dân tộc xung quanh cuộc chiến tranh Sáu ngày), nhưng đã trở thành chấp nhận được để trung tâm chính trị. Chiến thắng bầu cử của ông năm 1977 và chức thủ tướng đã kết thúc ba thập kỷ của sự thống trị chính trị Đảng Lao động. Ông có thể đã là người lãnh đạo phe đối lập lâu hơn bất cứ ai trong lịch sử chính trị dân chủ hiện đại.
Thành tựu đáng kể nhất của ông trong cương vị thủ tướng là đã ký kết một hiệp ước hòa bình với Ai Cập trong năm 1979, nhờ đó ông và Anwar Al Sadat đã chia sẻ giải Nobel Hòa bình. Trong đợt của các Hiệp định Trại David, Lực lượng Phòng vệ Israel (IDF) đã rút khỏi bán đảo Sinai, đã bị chiếm từ Ai Cập trong cuộc Chiến tranh Sáu ngày. Sau đó, bắt đầu của chính phủ thúc đẩy việc xây dựng các khu định cư Israel tại Bờ Tây và Dải Gaza. Begin đã ủy quyền các vụ đánh bom nhà máy hạt nhân Osirak ở Iraq và cuộc xâm lược Liban năm 1982 để chống lại các thành trì PLO, kích hoạt cuộc chiến tranh Liban năm 1982. Khi sự dính líu quân sự của Israel tại Liban làm sâu sắc thêm, và Sabra và vụ thảm sát Shatila thực hiện bởi các đồng minh của lực lượng dân quân Thiên chúa giáo Phalangist của Israel, đã gây sốc dư luận thế giới công luận, Begin trở nên ngày càng bị cô lập. Khi lực lượng IDF vẫn sa lầy ở Liban và nền kinh tế bị siêu lạm phát, áp lực công cộng bắt đầu gắn kết. Chán nản bởi cái chết của Aliza vợ của mình vào tháng 10 năm 1982, ông dần dần rút lui khỏi đời sống công cộng, cho đến khi ông từ chức trong tháng 10 năm 1983.